# Эльбрусоид
Фонд содействия развитию карачаево-балкарской молодежи «Эльбрусоид» — некоммерческая организация, созданная с целью объединения и развития карачаево-балкарской молодежи, формированию у неё ценностных ориентиров на основе современных ценностей и требований современного времени, а также сохранения и приумножения культурного наследия карачаево-балкарского народа. Представлен в четырёх регионах — г. Москва, Карачаево-Черкесская Республика, Кабардино-Балкарская Республика, Ставропольский край. Создан 19 мая 2003 года в Москве.

## Цели фонда[2]
- Содействие предпринимательскому и культурному развитию и всестороннему просвещению карачаево-балкарской молодежи; повышение творческой и профессиональной активности карачаево-балкарской молодежи;
- Создание условий для практического осуществления и претворения в жизнь программ сохранения и возрождения традиций народного творчества, поддержки инициатив самодеятельных и профессиональных коллективов;
- Содействие сохранению и развитию карачаево-балкарских традиций, распространению и укреплению корпоративной культуры;
- Создание материальных условий для привлечения ученых и специалистов высшей квалификации к учебной и воспитательной работе с учащимися карачаевцами и балкарцами в школах и высших учебных заведениях;
- Оказание социальной поддержки (в том числе, материальной помощи) педагогическому коллективу учебных заведений и учащимся карачаевцам и балкарцам;
- Содействие расширению связей карачаево-балкарской творческой молодежи с творческими, а также научными организациями и учреждениями, в том числе развитию соответствующих международных контактов;
- Реализация программ и осуществление мероприятий, направленных на обеспечение участия карачаево-балкарской творческой молодежи в различного рода экспедициях, выездных школах, семинарах, олимпиадах, соревнованиях и т. п., в том числе международных;
- Содействие творческой молодежи карачаевцев и балкарцев в решении организационно-технических, правовых и иных вопросов, выполнение работ и оказание услуг, требующих участия специалистов;
- Содействие установлению и обеспечению эффективности сотрудничества карачаево-балкарской творческой молодежи с органами государственной власти и местного самоуправления, муниципальными службами, иными коммерческими и некоммерческими организациями и объединениями.

## Структура и руководство
Президент Фонда — Богатырев Ильяс Хусеевич. 
Председатель попечительского совета — Тоторкулов Алий Хасанович.
Фонд «Эльбрусоид» состоит из: 
- головного офиса в Москве
- филиалов в:
  - Карачаево-Черкесской Республике (Карачаевск)
  - Кабардино-Балкарской Республике (Нальчик)
  - Ставропольском крае (Ставрополь)
- представительства в городе Черкесск.

## Деятельность
Фондом два раза в год издается журнал-дайджест «www.elbrusoid.org». В журнале публикуются статьи об истории и культуры карачаево-балкарского народа, освещается деятельность фонда. Также Фонд занимается изданием творчества карачаево-балкарских авторов.
Работа с молодежью ведется во всех трёх представительствах фонда. Она включает в себя ежедневную возможность посещения фонда, общения, организацию круглых столов, празднование значимых дат.
Каждое лето в Кабардино-Балкарии или Карачаево-Черкесии организуется летний лагерь для молодежи, проводится массовое восхождение на гору Эльбрус.
Фонд «Эльбрусоид» выступает совместно с Российским конгрессом народов Кавказа организатором ежегодного Кавказского форума российской молодежи «Лучше вместе!» в Домбае.
Два раза в год в Москве проводятся массовые концертные мероприятия под названиями «Вечер первокурсников» и «Вечер выпускников».
У Фонда имеется футбольная команда «Эльбрусоид», выступающая в Межнациональной футбольной лиге Москвы. В 2007 команда заняла первое место на чемпионате.
Портал «Эльбрусоид» является крупнейшим сайтом соответствующей тематики собравший в себе обширный видео, аудио и текстовый материал об истории и культуре карачаево-балкарского народа. В 2011 году портал стал победителем в номинации «Лучший сайт по освещению национальной культуры» в конкурсе интернет-проектов «Собратство Архивная копия от 7 мая 2021 на Wayback Machine-2011».
Результаты деятельности фонда «Эльбрусоид» получили признание со стороны общественности и представителей органов государственной власти, в частности, от имени Президента Карачаево-Черкесской Республики Темрезова Рашида Бориспиевича: «..Трудно переоценить вклад „Эльбрусоида“ и его руководителя Алия Хасановича Тоторкулова в развитие культуры, образования и спорта. Многое сделано „Эльбрусоидом“, чтобы сохранить те традиции и обычаи, которые есть у карачаево-балкарского народа..».